# Дорнгайм
Дорнгайм (нім. Dornheim) — громада в Німеччині, розташована в землі Тюрингія. Входить до складу району Ільм. Складова частина об'єднання громад Ріхгаймер-Берг.
Площа — 7,87 км2. Населення становить 558 ос. (станом на 31 грудня 2021).

## Галерея

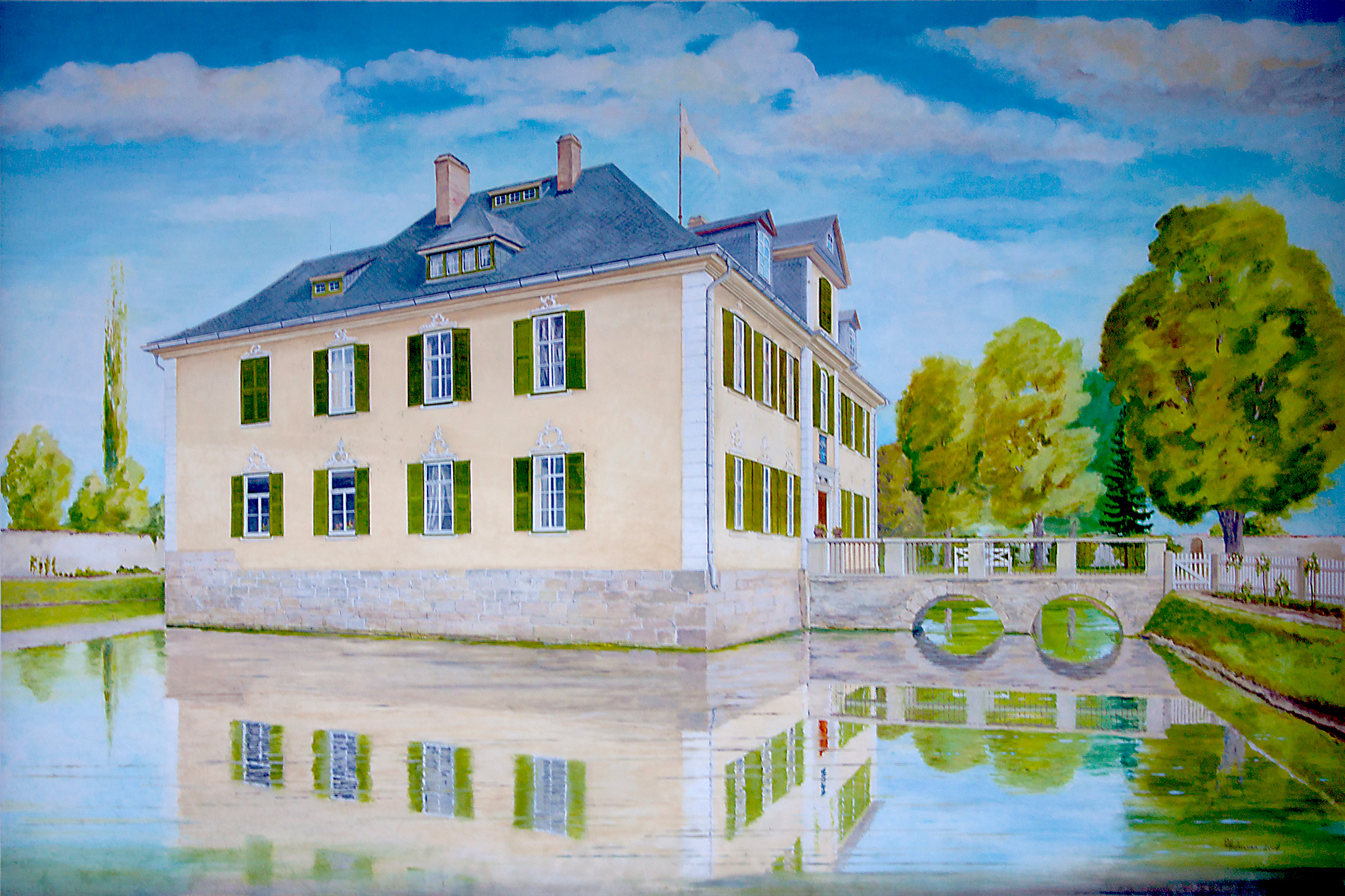
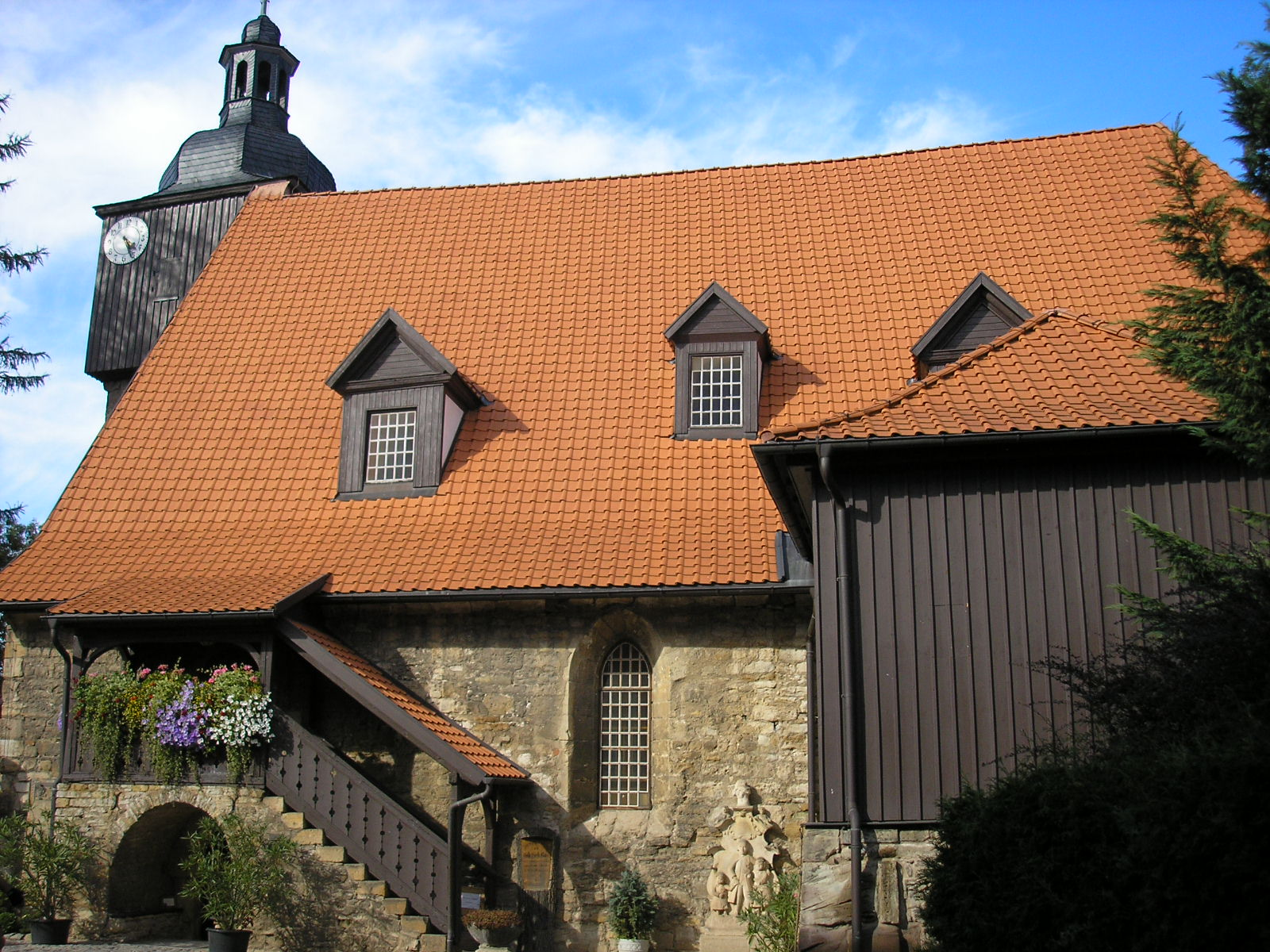
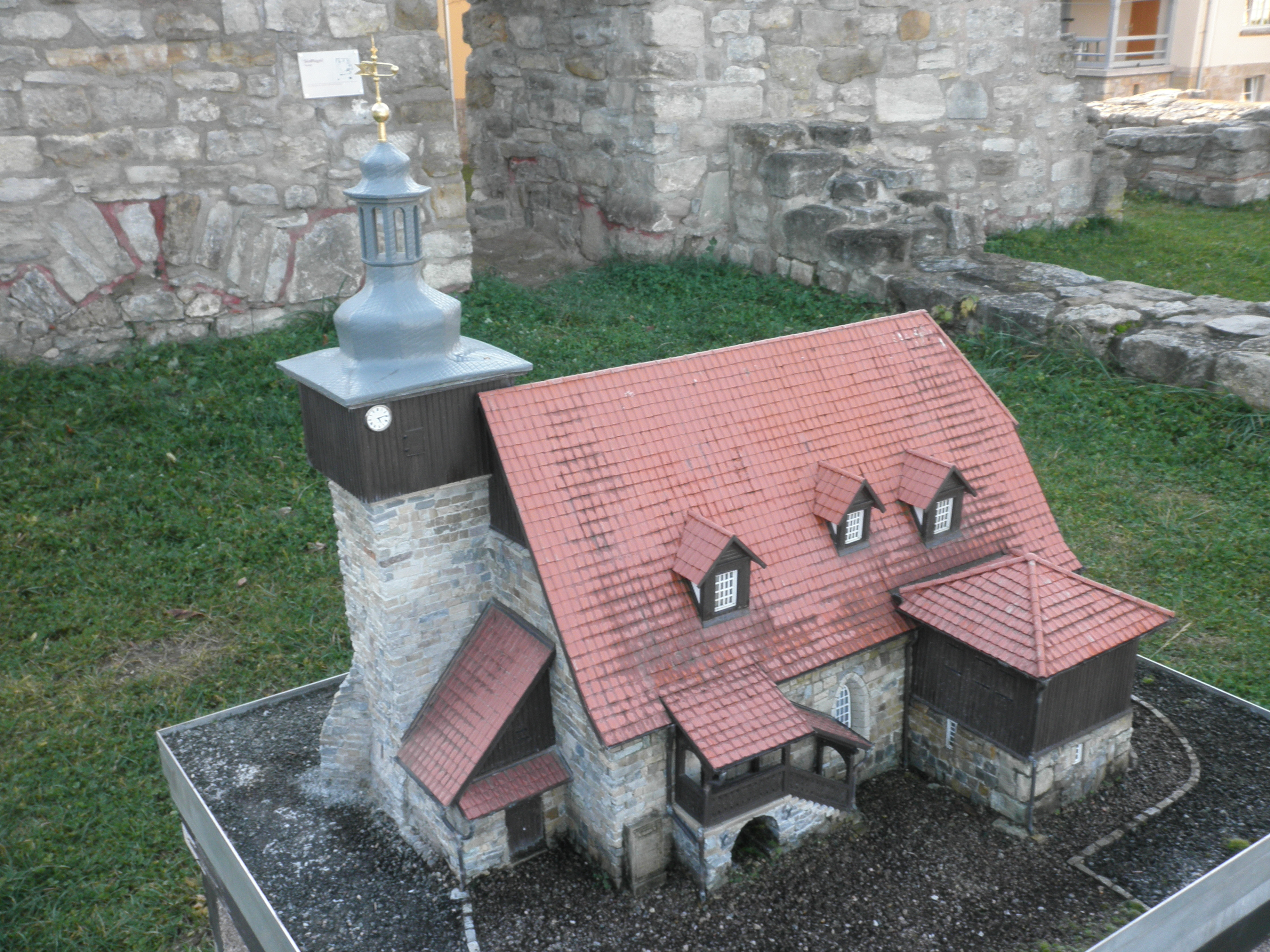